# Біндуґа (Лосицький повіт)
Біндуґа (пол. Binduga) — село в Польщі, у гміні Сарнаки Лосицького повіту Мазовецького воєводства.
Населення — 108 осіб (2011).
У 1975-1998 роках село належало до Білопідляського воєводства.

## Демографія
Демографічна структура станом на 31 березня 2011 року:
|          | Загалом | Допрацездатний вік | Працездатний вік | Постпрацездатний вік |
| -------- | ------- | ------------------ | ---------------- | -------------------- |
| Чоловіки | 56      | 10                 | 38               | 8                    |
| Жінки    | 52      | 10                 | 33               | 9                    |
| Разом    | 108     | 20                 | 71               | 17                   |